# Liêm Phong
Liêm Phong là một xã thuộc huyện Thanh Liêm, tỉnh Hà Nam, Việt Nam.
Xã có diện tích 5,55 km², dân số năm 1999 là 4.645 người, mật độ dân số đạt 837 người/km².